# Roobernet
Roobernet ist eine Rotweinsorte. Die Neuzüchtung  wurde von Christiaan Johannes Orffer an der Universität von Stellenbosch vorgestellt und im Jahr 1990 zugelassen. Sie ist eine Kreuzung der Sorten Teinturier du Cher (in Südafrika auch Pontak genannt) und Cabernet Sauvignon.
Die Sorte Roobernet wurde speziell für warme Klimazonen mit intensiver künstlicher Bewässerung und der damit einhergehenden notwendigen Fäulnis-Resistenz gezüchtet. Die Weine verfügen über eine tiefe Farbe; eine Charakteristik, die sie von der Färbertraube Teinturier du Cher erhielt. Geschmacklich erinnern die Rotweine an einen Cabernet Sauvignon.
Synonyme: keine bekannt 
Abstammung: Teinturier du Cher x Cabernet Sauvignon